# Griesbach (Zwettl)
Der Griesbach ist ein rechter Zufluss zur Zwettl bei Groß Gerungs in Niederösterreich.
Der Griesbach entspringt südlich von Schönbichl, nimmt zunächst den Langaubach auf und durchströmt sodann das namensgebende Griesbach, in dem auch der Bach von Hochbühel einmündet und fließt in Richtung Nordosten ab. Nach dem Zufluss des  Höllgrabens und des Bachs von Raffetshöfe passiert der Griesbach den Ort Mühlbach, wo der aus Wiesenfeld abfließende Mühlbach einfließt. Der Griesbach mündet schließlich zwischen Frauendorf und Hypolz in die Zwettl, wobei sein Einzugsgebiet 18,1 km² in teilweise offener Landschaft umfasst.